# Milan Šobáň
Milan Šobáň (28. února 1937 – 9. září 2013) byl český motocyklový závodník. Zemřel na následky zranění, které utrpěl po zdravotní indispozici při závodech veteránů v Radvanicích 2012.

## Závodní kariéra
Začínal jako soutěžák v roce 1953, po dvou letech přešel na silniční motocyklové závody. Začínal na motocyklu Tomos 50 cm³. Největší úspěchy dosáhl ve třídě do 50 cm³, kde skončil v roce 1971 na motocyklu Kreidler při Grand Prix Československa v Brně skončil na 6. místě za pátým Zbyňkem Havrdou na motocyklu Ahra a před Bedřichem Fendrichem na Tatranu. V roce 1974 skončil v mistrovství republiky čtvrtý ve třídě do 350 cm³. V mistrovství Československa startoval v letech 1969–1974, 1977–1980 a 1986–1989. V roce 1988 se stal mistrem Slovenska ve třídě do 125 cm³.

## Úspěchy
- 4. místo v mistrovství Československa 1971 do 50 cm³
  - 1969 do 50 cm³ - 11. místo
  - 1970 do 50 cm³ - 4. místo
  - 1971 do 50 cm³ - 4. místo
  - 1972 do 50 cm³
  - 1972 do 125 cm³ - 15. místo
  - 1973 do 350 cm³ - 7. místo
  - 1974 do 350 cm³ - 18. místo
  - 1977 do 350 cm³ - 18. místo
  - 1978 do 350 cm³ - 19. místo
  - 1979 do 350 cm³ - 17. místo
  - 1980 do 350 cm³ - 23. místo
- Grand Prix ČSSR 1971 6. místo do 50 cm³ – motocykl Kreidler